# Amegilla candida
Amegilla candida är en biart som först beskrevs av Smith 1879.  Amegilla candida ingår i släktet Amegilla och familjen långtungebin. Inga underarter finns listade i Catalogue of Life.